# Amphiascus gauthieri
Amphiascus gauthieri är en kräftdjursart som beskrevs av Albert Monard 1936. Amphiascus gauthieri ingår i släktet Amphiascus och familjen Diosaccidae. Inga underarter finns listade i Catalogue of Life.